# 孫德荃
孫德荃（？—？），中華民國東北軍軍人，曾擔任國防軍獨立步兵旅第十九旅旅長。九一八事變中，其部隊於1931年12月時守在錦州。
在臺灣台7甲線上有以他命名的「德荃橋」，橋下的溪流原為無名野溪，於2013年11月由中華民國經濟部水利署更名為「德荃溪」。